# Aggersundbroen
Aggersundbroen – most zwodzony w Danii, w ciągu drogi krajowej nr 29. Znajduje się w miejscowości Aggersund, w gminie Vesthimmerland, nad cieśniną Limfjorden. Łączy Półwysep Jutlandzki z wyspą Nørrejyske Ø.

## Opis
Most został wzniesiony w latach 1939–1942, otwarcie przeprawy miało miejsce 18 czerwca 1942 roku. Konstrukcja składa się z trzech przęseł, najkrótsze, środkowe, jest zwodzone. Długość mostu wynosi 228 metrów, jego szerokość to 10,4 metra. Długość skrajnych przęseł wynosi po 90 metrów, szerokość części zwodzonej wynosi 29,9 metrów. Od 2020 roku jest sterowany zdalnie.